# Trío de mugham
Trío de mugham (en azerbaiyano Muğam üçlüyü) - es orquesta tradicional de mugham azerbaiyano, que consta de tres elementos: gaval, tar, kamanchah.

## Composición
Trío de mugham es grupo de interpretación de música nacional azerbaiyana y consta de tres miembros y  consecuentemente tres instrumentos musicales: khanende (cantante y en el mismo tiempo toca en gaval), músico, que toca en tar u un más, que toca en kamanchah

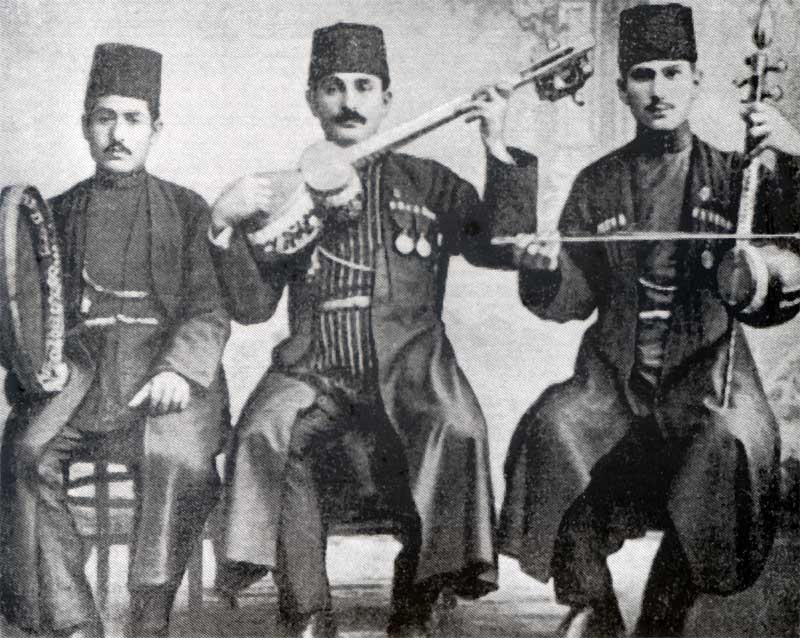
Islam Abdullayev, Shirin Salianskiy, Levon Qarakhanov

### Gaval
Khanende (en azerbaiyano xanəndə) - es cantante de mugham, que en la composición del trío de mugham y en el mismo tiempo toca en gaval. Es el principal de tres miembros del trío. Gaval (en azerbaiyano qaval) - es la variación del instrumento musical, que parece a pandereta  o tamboril. Es membrana plástica extendida sobre el aro redondo de madera con numerosos platillos metálicos adosados. Es un elemento importante en cantar de mugham.

### Tar
Tarzen (en azerbaiyano tarzən) - es el músico, que toca el instrumento musical tar. Tar (en azerbaiyano tar) - es un instrumento de cuerda pulsada de mástil largo. Es uno de tres elemento del trío de mugham.  который является одним из трёх базовых инструментов при исполнении азербайджанской народной музыки мугама. El arte de la fabricación y práctica musical del tar fueron declarados Patrimonio Cultural Inmaterial de la Humanidad por la Unesco el 6 de diciembre de 2012 a propuesta de Azerbaiyán.

### Kamanchah
Kamanchah - un instrumento de cuerda frotada, que es tercer elemento del trío. El arte de práctica musical del kamanchah fue declarado Patrimonio Cultural Inmaterial de la Humanidad por la Unesco el 6 de diciembre de 2012 a propuesta de Azerbaiyán e Irán.

## Tradiciones

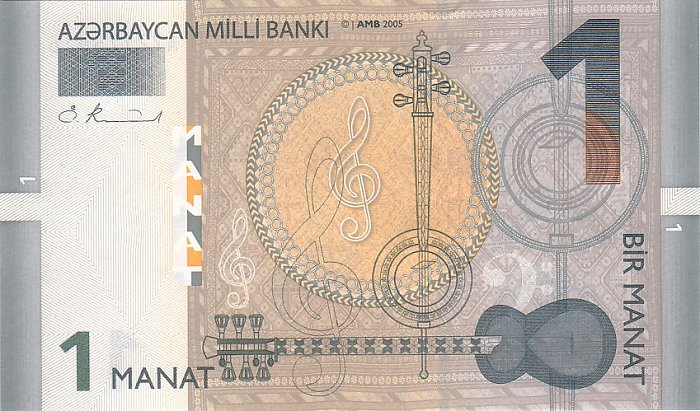
1 manat

Según las tradiciones y costumbres antiguas, la presencia del trío de mugham en las bodas azerbaiyanas, especialmente en la región septentrional fue condición necesaria.
En los fines del siglo XIX - principios del siglo XX los tríos de mugham ya interpretaron en los conciertos; en las escenas de los teatros se organizaron los encuentros musicales.

## En arte
El trío de mugham es también un elemento frecuente en las obras de los pintores y escultores azerbaiyanos. Un ejemplo de tales obras es “Mugham” de Toghrul Narimanbekov, otro - es escultura de Zakir Akhmedov, etc. Además,  fue la línea de ropa con los motivos del trío de mugham.

## En cine

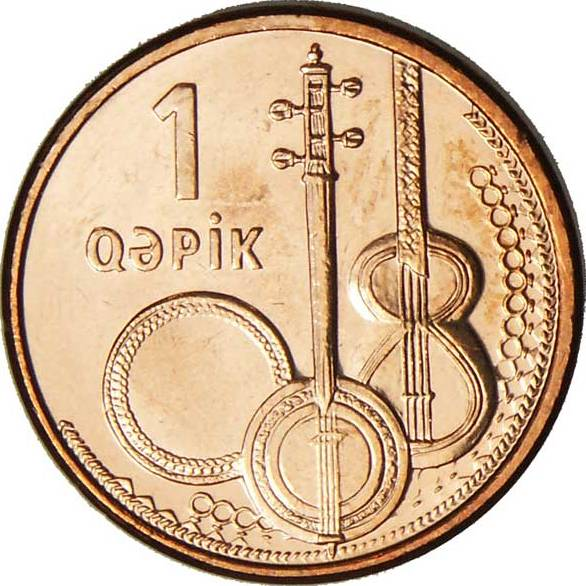
Мoneda 1

En la mayoría de los cines del siglo ХХ  tenía el lugar el motivo del trío de mugham. Por ejemplo, en la película de 1956 “No eso, entonces esto”  hay el trío de mugham en la escena de la boda. Los miembros del trío son los músicos famosos - Khan Shushinski, Bakhram Mansurov, Talyat Bakikhanov.

## En economía
Los instrumentos musicales del trío de mugham - gaval, tar y kamanchah se muestran en los billetes de 1 manat, emitidos en 2005 y 2009 por el Banco Central de Azerbaiyán. También en moneda de 1, emitido en 2006, hay imagen del trío.